# 新名神大津スマートインターチェンジ
新名神大津スマートインターチェンジ（しんめいしんおおつスマートインターチェンジ）は、滋賀県大津市大石龍門町で事業中の新名神高速道路のスマートインターチェンジである。大津サービスエリア（おおつサービスエリア・仮称）に併設にされる予定である。新名神大津SICおよびその他事業中の施設は仮称である。

## 概要
大津市南部、新名神高速道路上に設置される予定である。予定地は建設中の大津JCT - 宇治田原IC間の中間地点である。滋賀県など地元の要望を踏まえ、2014年（平成26年）に国土交通省が設置を決定した。
このインターチェンジ周辺の大津市南部地域は2012年（平成24年）8月の大津南部豪雨と2013年（平成25年）9月の台風18号に大きな豪雨被害を受けて、国道422号など主要な道路が斜面崩壊により通行止めとなった。このことから、スマートインターチェンジを通じて災害に強い道路ネットワークを形成する必要性があった。また、直近の草津田上ICと宇治田原ICは約20 km離れているため、地元の大津市からインターチェンジを設置するよう強い要望が出された。この背景を踏まえ、大津市南部にスマートインターチェンジを設置することが検討された。

## 道路
- E1A 新名神高速道路

## 接続する道路
- 滋賀県道783号宇治田原大石東線[4]

## 歴史
- 2014年（平成26年）
  - 7月1日 : 滋賀県が新名神大津SICの設置計画を発表[5][2]。
  - 8月8日 : 国土交通省が連結許可[3]。
- 2024年 (令和6年) 12月24日：この日行われた大津JCT - 城陽IC/JCT間の工事連絡調整会議の席上、宇治田原IC周辺の土壌改良に大幅な時間を要するため、開通見通しが当初の2024年度から少なくとも4年（工程の進捗次第ではさらに1−2年）遅れ、2028年度以降になることが報告される[6][1]。

## 隣
E1A 新名神高速道路
大津JCT（事業中） - 大津SA/新名神大津SIC（事業中） - 宇治田原IC（事業中）